# Hannah (Sängerin)
Hannah (geboren am 3. Mai 1981 in Hall in Tirol als Petra Lechner) ist eine österreichische Schlagersängerin aus Mils bei Hall in Tirol, die in der Mundart ihrer Heimat singt.

## Biografie
Hannah machte eine Gesangsausbildung in Rock/Pop-Musik an der Powervoice Academy in Hannover und arbeitete lange als Vocal-Coach und professionelle Sängerin. Ihre eigene Schlagerkarriere begann 2011 mit 29 Jahren mit dem Album Es muss außa, das in ihrer Heimat ein Achtungserfolg wurde. Der Durchbruch kam dann zwei Jahre später mit Album Nummer zwei. Weiber, es isch Zeit! stieg auf Platz 3 ein und hielt sich mit Unterbrechungen mehr als zwei Jahre in den österreichischen Albumcharts. Für 15.000 verkaufte Exemplare bzw. die Entsprechung als Streaming wurde es mit Platin ausgezeichnet. Produziert wurde das Album von Willy Willmann, den Hannah am 7. Juli 2014 in Kitzbühel heiratete. Sie hat zwei Kinder aus einer früheren Beziehung.
Das nächste Album Aufstieg erschien 2016 und brachte die Sängerin erneut auf Platz 3. Mit einer Gold-Auszeichnung war es ebenfalls sehr erfolgreich. Im Drei-Jahres-Rhythmus folgten Kinder vom Land, mit dem Hannah sogar auf Platz 1 in Österreich einstieg, und 2022 Kuhrios, erneut auf 3 platziert. Beide Alben hielten sich aber nur kurz in den Charts und erreichten nicht die hohen Verkaufs- bzw. Abrufzahlen der beiden Vorgänger. Bereits 2023 erschien das Album Volksmusik ist geil, für das sie auch Schlagerklassiker wie Herzilein, Sierra Madre und das Kufsteinlied aufgenommen hatte. Mit Platz 17 blieb es aber deutlich hinter den Erfolgen der Alben mit eigener Musik zurück.
Gemeinsam mit der Band Die Draufgänger veröffentlichte sie im April 2024 eine Coverversion des Liedes Hallo kleine Maus von Sašo Avsenik.

## Diskografie
Alben
- Es muss außa (2011)
- Weiber, es isch Zeit! (2013)
- Aufstieg (2016)
- Kinder vom Land (2019)
- Kuhrios (2022)
- Volksmusik ist geil (2023)

Lieder
- Zoags mir (2013)
- I halts nit aus (2013)
- Schön, dass es dich gibt (2013)
- Barfuß (2014)
- Hoamat (2016)
- Mama (2018)
- Aussa mit de Depf (2018)
- Unendlich (2019)
- Caterina (2021)
- Eine weiße Rose (2023)
- Hallo kleine Maus (2024), Original von Sašo Avsenik und seinen Oberkrainern, gemeinsam mit den Draufgängern

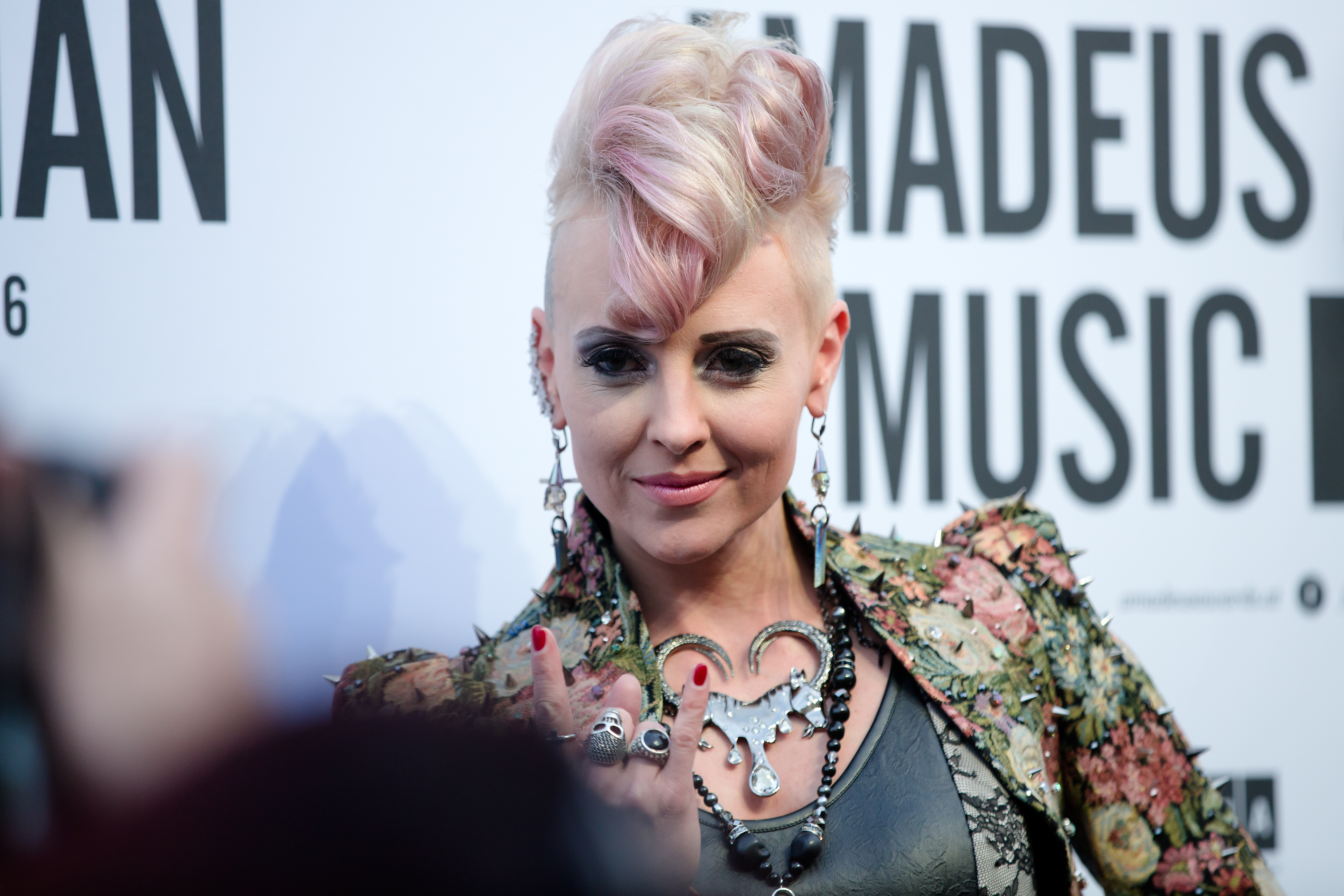
Hannah (2016)